# دينارا سافينا
دينارا ميخايلوفانا سافينا (بالروسية: Динара Мубиновна Сафина)‏ ولدت في 27 أبريل 1986، هي لاعبة تنس روسية محترفة وقد تبوّأت في 20 أبريل، 2009 المركز الأوّل على العالم. كسبت بطولة واحدة في الجراندسلام الزوجي سيدات في بطولة أمريكا 2007 المفتوحة مع شريكتها ناتالي ديشي، كما ووصلت إلى ثلاثة نهائيّات في الجراندسلام: في بطولة فرنسا المفتوحة عامي 2008 و2009، حيث خسرت للاعبتين آنا إيفانوفيتش وسفتلانا كوزنتسوفا بالتناسب، وفي بطولة أستراليا المفتوحة عام 2009، حيث خسرت في مواجهة اللاعبة الأمريكيّة سيرينا ويليامز. كما وحازت على الميدالية الفضية في أولمبياد بكين 2008. هي اخت صغرى للاعب كان الأول عالميا هو مارات سافين.

## بدايتها
ولدت في موسكو، روسيا لأبوين تترين. وتدربت على يد جلين شهاب، المدرب السابق لنادية بتروفا. مدربها الجديد زييلجكو كراجان. والدتها راوزو اسلانوفا عملت كمدربة لها عندما كانت صغيرة ولا زلت تعطي النصيحة لدينارا. والد دينارا سافينا هو رئيس نادي سبارتاك للتنس في موسكو.

## حياتها كلاعبة
في 29 يوليو، 2002، دخلت ضمن قائمة أول مائة. وأيضا كسبت أول لقب لها في رابطة التنس للمحترفات، بعد أن هزمت هينريتا ناجيوفا في النهائي. وبهذا أصبحت أصغر فائزة في أربع سنين لكتسب اللقب كأول تأهل لها في ثلاث سنوات. في نفس العام، وفي سن السادسة عشر في موسكو، هزمت المصنفة رقم 20 لأول مرة سيلفيا فارينا إليا، التي كانت مصنفة 14.
في 14 يوليو، 2003, دخلت ضمن قائمة أول 50. بعدها كسبت ثاني لقب لها بعد التغلب على كاترينا سريبتنيك في بالرمو. في هذا الموسم أيضا، وصلت إلى الجولة الرابعة بطولة أمريكا المفتوحة 2003 ووصلت إلى الدور ربع النهائي في الدوحة، سوبوت وشانغهاي. وتغلبت على البطلة ماجدالينا ماليفا، في موسكو.
في بطولة أستراليا المفتوحة 2004, اقصت يافينا ارماندا كوتزير من جنوب أفريقيا قبل أن تخسر امام كيم كليجستر من بلجيكا. ولأول مرة، تنهي دينارا السنة في أول 50، وتصل إلى ثالث نهائي لها في لوكسمبورج حيث خسرت أمام اليسيا موليك.
كسبت دينارا أكبر لقب لها فرديا خلال حدث خارجي في باريس، بعد أن تغلبت على ارنيلا موريسمو.
و بالمشاركة مع إيلينا ديمنتيفا، كسبت كأس ديفيس للتنس في نهائي عام 2005 للفرق. وتغلبت على ماريا شارابوفا المصنفة الأولى في الدور ربع النهائي لكأس الكرملن 2005, بنتيجة 1-6, 6-4, 7-5.
في 2006, وصلت سافينا إلى نهائي بطولة روما تير الأولى بعد أن تغلبت لاعبات في المراكز العشرة الأولى كيم كليجستر، إيلينا ديمنتيفا وسفيتلانا كوزستنوفا، وأخيرا تم إقصاؤها عن طريق مارتينا هيجنز 6-2, 7-5.
في بطولة فرنسا المفتوحة 2006, وصلت سافينا لأول مرة في حياتها إلى الدور ربع النهائي. في الجولة الرابعة، تغلبت على المصنفة الرابعة ماريا شارابوفا 7-5, 2-6, 7-5

## روابط إضافية
- الموقع الرسمي
- على موقع رابطة محترفات كرة المضرب
- Photos and Interviews

## روابط خارجية
- دينارا سافينا على موقع IMDb (الإنجليزية)
- دينارا سافينا على موقع إن إن دي بي (الإنجليزية)
- دينارا سافينا على موقع قاعدة بيانات الفيلم (الإنجليزية)
- دينارا سافينا على موقع رابطة محترفات التنس (الإنجليزية)
- دينارا سافينا على موقع الاتحاد الدولي لكرة المضرب (الإنجليزية)
- دينارا سافينا على موقع كأس بيلي جين كينغ (الإنجليزية)
- دينارا سافينا على موقع بطولة ويمبلدون (الإنجليزية)
- دينارا سافينا على موقع خلاصة التنس.كوم (الإنجليزية)
- دينارا سافينا على موقع إي إس بي إن.كوم (الإنجليزية)
- دينارا سافينا على موقع اللجنة الأولمبية الدولية (الإنجليزية)
- دينارا سافينا على موقع أوليمبيديا (الإنجليزية)